# 日中学院
35°42′16.7″N 139°44′51.7″E / 35.704639°N 139.747694°E
日中学院（日语：にっちゅうがくいん），是一所位于日本东京的中文学校。创立于1951年。创始人是仓石武四郎，最初是作为日中友好会馆的附属事业创建。1989年创立“日中学院·仓石赏”。2012年，学校迎来创立60周年。

## 专业
- 中文本科(2年制)
- 中文本科研究科
- 中文别科
- 日本语科[4]

## 著名人物
- 藤堂明保

## 脚注
1. ↑  .   [2018-08-23]. （原始内容存档于2020-09-21）.
2. ↑  「日中学院・倉石賞とは」PDFPDF
3. ↑  日中学院創立60周年記念PDFPDF
4. ↑  .   [2018-08-23]. （原始内容存档于2019-01-23）.